# Vellisca
Vellisca község Spanyolországban, Cuenca tartományban. Vellisca Alcázar del Rey, Paredes, Spain, Barajas de Melo, Saceda-Trasierra, Puebla de Don Francisco, Huete és Campos del Paraíso községekkel határos. Lakosainak száma 125 fő (2024).

## Népesség
A település népessége az utóbbi években az alábbiak szerint változott:
| Lakosok száma | 170  | 161  | 143  | 159  | 139  | 119  | 108  | 102  | 112  | 125  |
|               | 2001 | 2004 | 2006 | 2009 | 2011 | 2014 | 2016 | 2019 | 2021 | 2024 |